# Kirrweiler (bei Lauterecken)
Kirrweiler ist eine Ortsgemeinde im Landkreis Kusel in Rheinland-Pfalz. Sie gehört der Verbandsgemeinde Lauterecken-Wolfstein an.

## Geographie
Kirrweiler liegt in der Westpfalz zwischen dem Pfälzerwald und dem Hunsrück. 51 Prozent der Gemarkungsfläche sind bewaldet. Im Norden befindet sich der Schönbornerhof, der zu Homberg gehört, im Südosten Deimberg, im Süden das zu Sankt Julian gehörende Obereisenbach und westlich liegt der Truppenübungsplatz Baumholder. Beim Bau des Truppenübungsplatzes 1938 wurden 155,5 Hektar Waldfläche von der Kirrweiler Gemarkung abgetrennt. Im Zuge der Abrüstung nach dem Kalten Krieg erhielt die Gemeinde 1993 170,21 Hektar als Gemarkungsfläche, Grundeigentümer blieb aber der Bund.

## Geschichte
1816 kam der Ort zum Fürstentum Lichtenberg, einer neugeschaffenen Exklave des Herzogtums Sachsen-Coburg-Saalfeld beziehungsweise ab 1826 des Herzogtums Sachsen-Coburg und Gotha. Mit diesem fiel er 1834 an Preußen, das aus diesem Gebiet den Kreis Sankt Wendel schuf. Nach der Abtrennung des Hauptteils an das neugeschaffene Saargebiet entstand 1920 der Restkreis Sankt Wendel-Baumholder, zu dem der Ort bis 1937 gehörte, als er in den Kreis Birkenfeld eingegliedert wurde. 1969 wurde er in den Landkreis Kusel umgegliedert. Während Kirrweiler bis zum Zweiten Weltkrieg noch über 300 Einwohner zählte, hat sich die Einwohnerzahl seither nahezu halbiert.
Bevölkerungsentwicklung
Die Entwicklung der Einwohnerzahl von Kirrweiler, die Werte von 1871 bis 1987 beruhen auf Volkszählungen:
| Jahr | Einwohner |
| ---- | --------- |
| 1815 | 168       |
| 1835 | 231       |
| 1871 | 274       |
| 1905 | 288       |
| 1939 | 316       |
| 1950 | 312       |
| 1961 | 291       |

| Jahr | Einwohner |
| ---- | --------- |
| 1970 | 308       |
| 1987 | 254       |
| 1997 | 217       |
| 2005 | 194       |
| 2011 | 175       |
| 2017 | 170       |
| 2023 | 152       |

## Politik

### Bürgermeister
Ralf Schuster wurde am 9. Juli 2019 Ortsbürgermeister von Kirrweiler. Bei der Direktwahl am 26. Mai 2019 war er mit einem Stimmenanteil von 51,67 % für fünf Jahre gewählt worden. Er wurde im Juni 2024 wiedergewählt.
Sein Vorgänger war Albert Reiß.

### Gemeindepartnerschaft
Seit 1975 pflegt die Gemeinde Partnerschaften mit Kirrweiler im Landkreis Südliche Weinstraße, Kirrwiller im Département Bas-Rhin im Elsass und Kirviller im Département Moselle in Lothringen (beide heute Region Grand Est).

## Wirtschaft und Infrastruktur
Im Süden verläuft die Bundesstraße 420. In Lauterecken ist ein Bahnhof der Lautertalbahn.